# Bag of Bones (album)
Pour la mini-série télévisée, voir Bag of Bones.
Albums de Europe
Last Look at Eden
(2009) War of Kings
(2015)
Singles
1. Not Supposed to Sing the Blues
Sortie : 9 mars 2012

Bag of Bones est le 9e album studio du groupe suédois Europe. Enregistré en 2011 dans un studio de Stockholm, il est paru en avril 2012 et est produit par Kevin Shirley.

## Liste des titres
| No  | Titre                                  | Auteur                               | Durée |
| --- | -------------------------------------- | ------------------------------------ | ----- |
| 1.  | Riches to Rags                         | Joey Tempest, John Levén             | 3:05  |
| 2.  | Not Supposed to Sing the Blues         | Joey Tempest                         | 5:13  |
| 3.  | Firebox                                | Joey Tempest, Mic Michaeli           | 3:46  |
| 4.  | Bag of Bones                           | Joey Tempest                         | 5:31  |
| 5.  | Requiem                                | Mic Michaeli                         | 0:28  |
| 6.  | My Woman My Friend                     | Joey Tempest, John Levén             | 4:25  |
| 7.  | Demon Head                             | Joey Tempest, John Levén, John Norum | 3:58  |
| 8.  | Drink and a Smile                      | Joey Tempest, Mic Michaeli           | 2:21  |
| 9.  | Doghouse                               | Joey Tempest                         | 3:58  |
| 10. | Mercy You Mercy Me                     | Joey Tempest, John Norum             | 4:31  |
| 11. | Bring It All Home                      | Joey Tempest, Mic Michaeli           | 3:39  |
| 12. | Beautiful Disaster (titre bonus Japon) | Joey Tempest                         | 3:57  |

## Composition du groupe
- Joey Tempest – chants, guitare
- John Norum – guitare
- John Levén – basse
- Mic Michaeli – claviers et chœurs
- Ian Haugland – batterie et chœurs

### Artistes invités
- Joe Bonamassa - guitare
- Anton Fig - percussions

## Production
- Produit et mixé par Kevin Shirley.
- Design de la couverture de Ulf Lundén.